# 廣川集一
廣川 集一（ひろかわ しゅういち、1955年2月8日 - 2012年8月20日頃）は、日本のアニメーション演出家、アニメーション監督。別名義に広川 和之､中村亮之介。

## 参加作品

### テレビアニメ
- マジンガーZ（1972年-1974年、製作進行）
- デビルマン（1972-1973年、制作進行）
- 宇宙の騎士テッカマン（1975年、演出助手）
- 無敵超人ザンボット3（1977年-1978年、絵コンテ・演出）
- 激走!ルーベンカイザー（1977年-1978年、演出）
- とびだせ!マシーン飛竜（1977年-1978年、演出）
- 闘将ダイモス（1978年-1979年、絵コンテ・演出）
- SF西遊記スタージンガー（1978年-1979年、演出）
- 無敵鋼人ダイターン3（1978年-1979年、絵コンテ・演出）
- 科学忍者隊ガッチャマンII（1978年-1979年、演出）
- 宇宙戦艦ヤマト2（1978年-1979年、演出助手）
- ゼンダマン（1979年-1980年、演出）
- 未来ロボ ダルタニアス（1979年-1980年、演出）
- サイボーグ009（1979年-1980年、絵コンテ・演出）
- くじらのホセフィーナ（1979年、絵コンテ・演出）
- 科学忍者隊ガッチャマンF（1979年-1980年、演出）
- 宇宙戦士バルディオス（1980年-1981年、監督・脚本・絵コンテ・演出）
- 太陽の使者 鉄人28号（1980年-1981年、絵コンテ・演出）
- 六神合体ゴッドマーズ（1981年-1982年、絵コンテ・演出）
- わが青春のアルカディア 無限軌道SSX（1982年-1983年、演出）
- パーマン（1983年-1987年、絵コンテ）
- マイティ・オーボッツ（1984年、絵コンテ）
- 夢の星のボタンノーズ（1985年、絵コンテ・演出）
- のらくろクン（1987年-1988年、絵コンテ・演出）
- レッドバロン（1994年-1995年、演出）
- 超特急ヒカリアン（1997年-1998年、監督（第1話 - 第91話）・脚本・絵コンテ・演出・挿入歌作詞・声の出演）
- ふたり暮らし（1998年、音響監督）
- 小さな巨人ミクロマン（1999年、演出）
- ギャラクシーエンジェル（2001年、絵コンテ・演出）
- 名探偵コナン（2002年、構成・絵コンテ）
- おもいっきり科学アドベンチャー そーなんだ!（2003年-2004年、演出）
- かいけつゾロリ（2004年-2005年、演出）
- 最遊記RELOAD GUNLOCK（2004年、演出）
- DAN DOH!!（2004年、演出）
- 冒険王ビィト（2004年-2005年、演出）
- まじめにふまじめ かいけつゾロリ（2005年-2007年、演出）
- まじかるカナン（2005年、演出）
- おねがいマイメロディ（2005年-2006年、演出）
- エンジェル・ハート（2005年-2006年、演出）
- おねがいマイメロディ 〜くるくるシャッフル!〜 （2006年-2007年、絵コンテ・演出）
- 錬金3級 まじかる?ぽか〜ん（2006年、演出）
- NANA（2006年-2007年、演出）
- ギャグマンガ日和2（2006年、演出）
- ゴーストハント（2006年、演出）
- アイシールド21（2006年-2007年、演出）
- スカイガールズ（2007年、演出）
- AYAKASHI（2007年-2008年、演出）
- 女子医学教育にかけた生涯 吉岡弥生物語（2008年、監督）
- 君が主で執事が俺で（2008年、絵コンテ・演出）
- ギャグマンガ日和3（2008年、演出）
- VIPER'S CREED（2009年、演出）
- イナズマイレブン（2010年-2011年、絵コンテ・演出）
- バクマン。（2010年、演出）
- イナズマイレブンGO（2011年-2012年、絵コンテ・演出）

### 劇場アニメ
- はだしのゲン（1983年、演出助手）
- ユニコ 魔法の島へ（1983年、助監督）
- SF新世紀レンズマン（1984年、監督）川尻善昭と共同
- 妖精フローレンス（1985年、演出補佐）

### OVA
- 力王 RIKI-OH 等括地獄（1989年、演出）
- 魔獣戦士ルナ・ヴァルガー（1991年、監修・演出）
- 魔法少女プリティサミー（1995年、監督）
- 魔法少女プリティサミー 電脳帝国の逆襲（1996年、監督・絵コンテ）
- タトゥーン★マスター（1996年、監督・絵コンテ）
- 異世界の聖機師物語（2009年-2010年、演出）